# كاكاريكي
تعتبر ببغاوات كاكاريكي (بالإنجليزية: Kākāriki) أشهر ثلاث أنواع في جنس سينورمفص (باللاتينية: Cyanoramphus) الذي ينتمي إلى ببغاوات العالم القيدم (فصيلة: Psittaculidae)، وترجع التسمية إلى اللغة الماورية.

## الأنواع
- ببغاء برتقالي الجبهة، Cyanoramphus malherbi
- درة حمراء التاج، Cyanoramphus novaezelandiae
- ببغاء اصفر التاج، Cyanoramphus auriceps